# The Proposal
The Proposal is een romantische komedie uit 2009 onder regie van Anne Fletcher. De film won de People's Choice Award voor komedie van het jaar en werd genomineerd voor elf andere prijzen, waaronder zowel de Satellite Award als de Golden Globe voor beste actrice in een filmkomedie (Sandra Bullock).

## Verhaal
Margaret Tate, hoofdredactrice van uitgeversbedrijf Ruick & Hunt Publishing, geniet – vanwege haar heerszuchtige houding – een lage mate van populariteit bij haar ondergeschikten. Andrew Paxton, haar ondergewaardeerde assistent, kent het klappen van haar zakelijke zweep, maar laat zich door haar niet uit het veld slaan. Voorzitter Bergen en raadsman Malloy roepen Margaret naar hun kantoor om haar te berichten dat haar visum is verlopen en dat ze de Verenigde Staten voor Canada moet verruilen. Andrews binnenkomst brengt Margaret op het ondoordachte idee hem tot een huwelijk te dwingen, waarbij de dreiging van het niet publiceren van zijn zelfgeschreven boek hem nauwelijks een andere keuze laat dan met haar krankzinnige kronkel mee te gaan. Zijn collega Jordan ziet zijn werkbeleving een nieuwe invulling krijgen.
Bij de immigratiedienst vernemen Margaret en Andrew van officier Gilbertson dat ze nauwkeurig in de gaten zullen worden gehouden. Bob Spaulding, een ontslagen werknemer, heeft de instanties anoniem getipt over hun frauduleuze echtvereniging. Margaret en Andrew krijgen over vier dagen vragen over elkaar voorgeschoteld, waarbij het niet overeenkomen van hun antwoorden zal betekenen dat de bazige brunette wordt uitgezet en haar blonde onderdaan een gevangenisstraf van vijf jaar en een boete van 250.000 dollar riskeert. Als tegenprestatie voor het onbezonnen huwelijk dwingt Andrew Margaret hem na de bruiloft direct tot redacteur te promoveren en zijn boek te publiceren in een eerste druk van 20.000 exemplaren.
Andrew weet alles van zijn "echtgenote", maar Margaret heeft zich nog nooit een seconde bekommerd om haar "echtgenoot". Andrew neemt Margaret mee naar zijn geboorteplaats Sitka in Alaska, waar ze worden verwelkomd door Andrews moeder Grace en grootmoeder Annie. Margaret ontdekt dat praktisch iedere winkel in het stadje de naam Paxton draagt en bereikt verwonderd haar bestemming: een immens landhuis aan de baai, omgeven door een overweldigend stuk natuur. Andrew en Margaret worden onthaald met een surpriseparty met vrienden van de familie Paxton, onder wie Andrews ex-vriendin Gertrude en het echtpaar Jim en Louise McKittrick. Het "echtpaar" doet zich tegenover de aanwezigen voor als een werkelijk stel. Andrews vader Joe schrikt van het "feit" dat zijn enige zoon in het huwelijk treedt met zijn ongeliefde baas om zodoende zijn carrière een juiste push te geven. De nieuwsgierige gasten dwingen Andrew en Margaret tot een fictief relaas over hoe de man de vrouw ten huwelijk heeft gevraagd en tot een kus die hun liefde voor elkaar bewijst. Na het feest wijzen Grace en Annie het verloofde paar een slaapkamer die ze moeten delen, waarna ze een afzichtelijke deken – de babymaker – tegen wil en dank uit hun buurt willen houden.
Margaret redt familiehond Kevin uit de klauwen van een arend, maar verliest bij haar heldhaftige actie wel de mobiele telefoon die ze voor haar werk onmisbaar acht. Andrew belooft haar een nieuw toestel te regelen. Grace en Annie nemen Margaret mee naar een lokale kroeg waar de excentrieke Ramone, een bekende dorpsbewoner, zijn kunsten als exotisch danser aan de aanwezige vrouwen vertoont. Gertrude vertelt Margaret dat Andrew het Paxton-familiebedrijf niet wil overnemen om zijn droom te kunnen najagen en dat ze tot zijn vertrek naar New York een serieuze relatie hebben onderhouden. Margaret, Grace en Annie zien bij thuiskomst hoe Andrew met een bijl een stuk boomstam bewerkt om zijn frustraties over zijn vader tot gruis te hakken. Margaret ontdekt onder de douche dat ze geen handdoek heeft en slaat met veel moeite hindernis Kevin uit het veld om een badlaken te bemachtigen, maar weet niet dat Andrew zich in de slaapkamer ontdoet van zijn kleding, onbewust van een naakte Margaret aan de andere zijde van de deur. Door Kevins toedoen valt Margaret recht in Andrews armen, waardoor het span in alle naaktheid ervaart hoe de fysieke verschijning van een verloofde tot gênante momenten kan leiden. Margaret slaapt in het bed, Andrew op de vloer, maar voor de eerste keer deelt de heerlijke hoofdredactrice persoonlijke, zelfs intieme informatie – zoals het gegeven dat ze reeds twee jaar niet met een man samen is geweest – met haar ambitieuze assistent.
Andrew en Margaret willigen met tegenzin het verzoek in om de volgende dag in het huwelijk te treden. Andrew raakt gespannen door de bemoeienissen van zijn familie, waarna Margaret haar partner een schouder biedt en ontdekt dat ze waarlijk wordt geraakt door diens onvoorwaardelijke loyaliteit. Margaret maakt per fiets een trip door de bossen om haar emoties te verwerken, maar Annies ritueel als dank aan Moeder Natuur brengt haar enkel in verlegenheid wanneer Andrew, in zijn zoektocht naar haar, getuige is van een normaliter ijskoude bazin die volledig uit haar dak gaat.
Annie wringt Margaret in een bruidsjurk die ze zelf tijdens haar bruiloft heeft gedragen en schenkt haar een 150 jaar oude hanger. Margaret realiseert zich hoe ze Andrew in de nesten heeft gewerkt en kaapt een boot om haar inzinking met hoge snelheid te bestrijden. Margaret vertelt Andrew dat ze op zestienjarige leeftijd haar ouders heeft verloren en sindsdien niet meer weet hoe het voelt om familie te hebben. Margaret laat het roer los en valt naar de achterzijde van de boot, waarna Andrew het roer pijlsnel moet overnemen en een scherpe bocht moet maken om te voorkomen dat ze een boei raken. Margaret valt overboord, maar Andrew weet het vaartuig weldra te keren en de doorweekte drenkeling uit het koude water te redden.
Joe nodigt Mr. Gilbertson telefonisch uit om naar Sitka te komen, zodat de official zelf kan zien hoe het "gelukkige koppel" interageert, in de hoop dat hun huwelijk voortijdig op de klippen loopt en zijn zoon in het afgelegen Alaska zijn droom van schrijver worden opgeeft en het familiebedrijf overneemt. Mr. Gilbertson verzekert Joe dat Andrew niet zal worden veroordeeld wanneer het koppel onderkent dat het huwelijk frauduleus is, maar zijn zoon ontkent het vermoeden en riskeert dat Margaret naar Canada wordt uitgezet. Tijdens de ceremonie neemt Margaret onverhoeds het woord om tegenover iedereen op te biechten dat hun huwelijkse verbintenis slechts een grote wanvertoning is. Mr. Gilbertson, eveneens bij de pseudoplechtigheid, vertelt Margaret dat ze binnen 24 uur de grens met Canada moet oversteken. Margaret vliegt naar New York om haar spullen te pakken, maar laat in hun slaapkamer Andrews manuscript achter met een briefje waarin ze met lof spreekt over zijn schrijfcapaciteiten en belooft een exemplaar van zijn boek te zullen kopen. Gertrude troost Andrew en vraagt hem of hij opnieuw een liefde laat wegglippen. Andrew begint een race tegen de klok om zijn liefde voor Margaret te betuigen, maar de hulp van familie (grootmoeder Annie) en vrienden (Chuck van de verkeerstoren) is noodzakelijk voor het slagen van zijn amoureuze missie.

## Rolverdeling
- Sandra Bullock   - Margaret Tate
- Ryan Reynolds   - Andrew Paxton
- Craig T. Nelson   - Joe Paxton
- Mary Steenburgen   - Grace Paxton
- Betty White   - Annie
- Malin Åkerman   - Gertrude
- Oscar Nuñez   - Ramone
- Denis O'Hare   - Mr. Gilbertson
- Aasif Mandvi   - Bob Spaulding
- Michael Nouri   - Mr. Bergen
- Gregg Edelman   - Mr. Malloy
- Jerrell Lee   - Jordan
- Michael Mosley   - Chuck
- Dale Place   - Jim McKittrick
- Phyllis Kay   - Louise McKittrick
- Anne Fletcher     - Jill

## Trivia
- In de film wil de Canadese Margaret Tate trouwen met de Amerikaanse Andrew Paxton om zo een verblijfsvergunning te krijgen. In werkelijkheid is Sandra Bullock Amerikaans en Ryan Reynolds Canadees.